# 대한수리조합연합회
대한수리조합연합회(大韓水利組合聯合會, Korea Union of Irrigation Associations)는 1938년 5월에 설립된 조선토지개량협회를 1940년 7월에 해산하고 설립한 조선수리조합연합회를 1949년 6월 18일에 대한수리조합연합회로 개칭한 것으로, 1950년 6월 1일에 대한농지개발영단을 흡수하였고, 1962년 1월 21에 토지개량조합연합회로 개편되었다.